# 한충 (격투기 선수)
한충(1971년 ~ )은 대한민국의 종합격투기 선수이며, 전 권투 선수이다.
아마추어 복싱에서 120경기 이상을 소화하였으며, 프로 복싱 한국챔피언에 올랐고, 대한민국 권투 국가대표팀 상비군에 소집되기도 하였다. 이후 무에타이를 배웠으며, 김미파이브에 참가하였다. 2005년 'K-1 코리아맥스 2005'에 출전하였으나, 전직 아마추어 복싱 국가대표를 지낸 박성환과의 대결에서 1라운드 TKO로 패했다. 2009년 6월 대한민국의 격투기 대회인 무신에서 카타르의 왕자인 모하메드 알 타니와 맞붙을 예정이었으나, 알 타니가 부상으로 대회에 출전하지 않아 대결이 무산되었다. 그 해 7월 치러진 무신 2회 대회에서는 태권도 파이터인 구자운을 상대하였으며, 구자운의 손목 골절로 승리하였다.